# Село-Убейское сельское поселение
Село-Убейское се́льское поселе́ние — муниципальное образование в Дрожжановском районе Татарстана Российской Федерации.
Административный центр — село Убей.

## История
Статус и границы сельского поселения установлены Законом Республики Татарстан от 31 января 2005 года № 21-ЗРТ «Об установлении границ территорий и статусе муниципального образования "Дрожжановский муниципальный район" и муниципальных образований в его составе».

## Население
| 2002  | 2010  | 2011  | 2012  | 2013  | 2014  | 2015  |
| ----- | ----- | ----- | ----- | ----- | ----- | ----- |
| 1738  | ↘1635 | ↘1630 | ↘1593 | ↘1571 | ↘1550 | ↘1511 |
| 2016  | 2017  | 2018  |       |       |       |       |
| ↘1502 | ↘1479 | ↘1447 |       |       |       |       |

## Состав сельского поселения
| № | Населённый пункт | Тип населённого пункта       | Население |
| - | ---------------- | ---------------------------- | --------- |
| 1 | Малый Убей       | село                         | 417       |
| 2 | Новый Убей       | село                         | 714       |
| 3 | Старый Убей      | село                         | 118       |
| 4 | Татарский Убей   | село                         | 70        |
| 5 | Убей             | село, административный центр | 417       |